# Eriesthis stigmatica
Eriesthis stigmatica är en skalbaggsart som beskrevs av Gustaf Johan Billberg 1817. Eriesthis stigmatica ingår i släktet Eriesthis och familjen Melolonthidae. Inga underarter finns listade i Catalogue of Life.